# 罗素·本特利
羅素·邦納·本特利三世（羅馬化：Rassel Bentli；1960年—2024年4月14日），别名“得克薩斯”，美國親俄武裝人員，为頓涅茨克人民共和國而战。他曾是一名Youtuber，直到他的頻道在2022年初被YouTube删除。
本特利自称自己是一名共产主义者。他從小在得克薩斯州長大，在他十几岁的时候，他开始阅读左翼文学，并成为一名社会主义者。本特利曾在美国陆军服役三年。1990年，本特利搬到明尼阿波利斯，後來開始卖大麻，並支持大麻合法化。1990年代中期，本特利前往古巴，而且此時他從社会主义者變成共产主义者。1996年2月，本特利因被指控犯下贩卖人口罪而被捕。他被判处5年零3个月的監禁。本特利本应于1999年底获释，但就在1999年8月，本特利越狱。2007年，本特利再次被捕并被送往监狱服完剩余的刑期。2008年夏天，他被释放。
他在2014年開始為頓涅茨克人民共和國作戰，到了2022年，俄羅斯入侵烏克蘭，他发表了一系列声明和影片，讲述了他打算将乌克兰這個國家从“纳粹”手中解放出来。滚石杂志以“德州铁杆左派如何成为前线普京宣传员的离奇故事”为标题报道了他的故事。他在2016年7月受洗加入俄罗斯东正教。
2024年4月12日，俄罗斯媒体报道称他在顿涅茨克失蹤。4月14日，其尸体在俄占顿涅茨克市彼得罗夫區被发現。莫斯科时报报道，他被视为美国间谍，在对他的酷刑中包含鸡奸。9月20日，俄罗斯侦查委员会称调查结果为四名俄军维塔利·万夏茨基、弗拉季斯拉夫·阿加利采夫、弗拉基米尔·巴任和安德烈·约尔丹诺夫“实施明显超越其权限的行动，施行了身体暴力和酷刑，因疏忽造成了受害者的死亡。”